# Wellington (MBTA-Station)
Wellington ist ein der Name einer U-Bahn-Station der Massachusetts Bay Transportation Authority (MBTA) in Medford im Bundesstaat Massachusetts der Vereinigten Staaten. Die Station bietet Zugang zur Orange Line.

## Geschichte
Bereits 1845 wurde Medford an das Netz der Boston and Maine Railroad angeschlossen. Um das Jahr 1900 wurde für diese Gesellschaft an der 5th Street eine Station mit dem Namen Wellington errichtet und 1957 im Zuge der Schließung der Strecke wieder abgerissen.
Der heutige Bahnhof wurde am 6. September 1975 als Teil der Haymarket North Extension ca. 0,5 mi (0,8 km) südlich der ersten Station eröffnet. Bis zur späteren Inbetriebnahme der nachfolgenden Stationen war Wellington der nördliche Endbahnhof der Orange Line.

## Bahnanlagen

### Gleis-, Signal- und Sicherungsanlagen
Die Station verfügt über drei Gleise, die über zwei Mittelbahnsteige zugänglich sind. Der westlich gelegene Bahnsteig bedient dabei die beiden regelmäßig genutzten Gleise der Orange Line, während der zweite Bahnsteig nur selten genutzt wird, da er für eine geplante, jedoch nie gebaute Express-Strecke errichtet wurde.

### Gebäude
Die Station befindet sich am Revere Beach Parkway etwas östlich der Kreuzung zur Massachusetts Route 28. Der gesamte Bahnhof ist barrierefrei zugänglich.

## Umfeld
Der Haltepunkt wird vorwiegend als Park-and-ride-Station genutzt, wofür 1.316 kostenpflichtige Parkplätze zur Verfügung stehen.  An der Station besteht darüber hinaus eine Anbindung an neun Buslinien der MBTA.